# Mount Elie de Beaumont
Mount Elie de Beaumont – dziesiąty pod względem wysokości szczyt Nowej Zelandii, położony w Alpach Południowych.